# Черногрудая веерохвостка
Черногрудая веерохвостка (лат. Rhipidura matthiae) — вид воробьиных птиц из семейства веерохвостковых. Вид является эндемиком Муссау — крупнейшего из островов Сент-Маттиас, относящихся к архипелагу Бисмарка (Папуа — Новая Гвинея).

## Описание
Небольшая (размером около 15 см), в основном рыжеватая певчая птичка. Хвост длинный, часто распускается веером. Голова и грудка — черные, но на макушке и скулах — широкие белые полосы. Брюшко белое, радужная оболочка темно-коричневая, клюв черный, ноги синеватые от светлого до темного оттенков. Самцы и самки схожи. У молодых затылок и грудь темно-коричневые, брюшко красноватое, у клюва снизу — светлое оперение. 

## Местообитания и образ жизни
Является эндемиком Муссау, причем на этом острове это единственный вид веерохвосток. Птицы этого вида обитает в лесах, но, как считается, способны переносить и деградацию привычных биотопов. Кормятся в нижних ярусах, часто на полянах и в просветах лесного полога.
Как и остальные веерохвостки — насекомоядны.

## Песня
Песня представляет собой резкие звуки, похожие на: «пьют-пьют-чидли-дидли». Обычный крик — чириканье «чу-чу-чу»

## Охранный статус
Международный союз охраны природы (IUCN) присвоил виду охранный статус NT — «виды, близкие к уязвимому положению (англ. Near Threatened, NT)»: предполагается, что популяция сокращается из-за потери и деградации среды обитания.